# Rodrigo Echevarría y Briones
Rodrigo Moreno Echevarría Briones O.S.B., (San Millán de la Cogolla, 17 de abril de 1790 – Segovia, 21 de diciembre de 1875) fue un religioso benedictino español, que ocupó el cargo de obispo de Segovia; también fue helenista e historiador, fue condecorado con la gran cruz de la Orden de Isabel la Católica.

## Biografía
Entre 1832 y 1835 fue abad del monasterio de Santo Domingo de Silos, pero por orden de la desamortización de Mendizábal el monasterio quedó abandonado a partir del 17 de noviembre de 1835.  A pesar de la disolución, la comunidad benedictina de Silos se mantuvo en los alrededores del monasterio haciendo vida regular clandestina hasta que en 1857 Don Rodrigo Echevarría fue nombrado obispo de Segovia.  En este momento, Dom Rodrigo trasladó a los frailes del monasterio al palacio episcopal de Segovia, aunque algunos de ellos se trasladaron a la parroquia de San Martín de Madrid.
Murió en el cargo el 21 de diciembre de 1875 en Segovia capital con su estado de salud muy deteriorado tras haber sido atracado meses antes en el obispado, siendo amenazado a punta de navaja por el bandolero El Tuerto de Pirón nacido en la localidad segoviana de Santo Domingo de Pirón.